# Llangynwyd Middle
Llangynwyd Middle (en anglais) ou Llangynwyd Ganol (en gallois) est une communauté du borough de comté de Bridgend, au pays de Galles.
La communauté correspond à la partie septentrionale de l'ancienne paroisse de Llangynwyd (en) (le reste formant la communauté de Llangynwyd Lower / Llangynwyd Isaf). Elle comprend le village de Llangynwyd proprement dit, ainsi que celui de Cwmfelin (en). Au recensement de 2011, elle comptait 3 032 habitants.